# سیارک ۷۰۰۳
سیارک ۷۰۰۳ (به انگلیسی: 7003 Zoyamironova، نامگذاری:1976SZ9) هفت هزار و سومین سیارک کشف شده‌است. این سیارک در ۲۵ سپتامبر ۱۹۷۶ کشف شد.قدر مطلق سیارک ۷۰۰۳ برابر ۱۲٫۹۰ است.